# First Division (Zypern) 2010/11
Die First Division 2010/11, aus Sponsorengründen auch Marfin Laiki League genannt, war die 72. Spielzeit der höchsten zyprischen Spielklasse im Männerfußball. Sie begann am 27. August 2010 und endete am 14. Mai 2011. Die Meisterschaft gewann Rekordmeister APOEL Nikosia mit 11 Punkten Vorsprung auf den Vizemeister und Titelverteidiger Omonia Nikosia.

## Vereine
| Verein                | Stadt     | Stadion                      | Kapazität |
| --------------------- | --------- | ---------------------------- | --------- |
| Ethnikos Achnas       | Achna     | Dasaki-Stadion               | 04.000    |
| Ermis Aradippou       | Larnaka   | Ammochostos-Stadion          | 05.500    |
| Anorthosis Famagusta  | Larnaka   | Antonis-Papadopoulos-Stadion | 13.536    |
| APOP Kinyras Peyias   | Peyia     | Peyia Municipal Stadion      | 03.828    |
| Doxa Katokopia        | Nikosia   | Peristerona-Stadion          | 04.000    |
| AEK Larnaka           | Larnaka   | GSZ-Stadion                  | 13.032    |
| Alki Larnaka          | Larnaka   | Antonis-Papadopoulos-Stadion | 13.536    |
| Apollon Limassol      | Limassol  | Tsirio-Stadion               | 14.000    |
| AEL Limassol          | Limassol  | Tsirio-Stadion               | 14.000    |
| APOEL Nikosia         | Nikosia   | GSP-Stadion                  | 22.859    |
| Olympiakos Nikosia    | Nikosia   | GSP-Stadion                  | 22.859    |
| Omonia Nikosia        | Nikosia   | GSP-Stadion                  | 22.859    |
| Enosis Neon Paralimni | Paralimni | Paralimni-Stadion            | 05.800    |
| AE Paphos             | Paphos    | Pafiako-Stadion              | 10.500    |

## Erste Runde
In der ersten Saisonrunde spielten die 14 Vereine um die Platzierungen, nach denen die Mannschaften in der zweiten Saisonhälfte in drei Gruppen zu je vier Teams gegliedert werden. Die beiden letztplatzierten Vereine hingegen steigen direkt nach der ersten Runde in die Second Division ab. Die Spiele wurden zwischen dem 27. August 2010 und dem 10. März 2011 ausgetragen.
Die vier bestplatzierten Vereine erreichen die Meisterschaftsrunde, die Teams auf den Plätzen neun bis zwölf spielen gegen den Abstieg. Die mittlere Gruppe dazwischen trägt lediglich Platzierungsspiele aus. Zu bemerken ist, dass in den einzelnen Gruppen die jeweils erreichte Punktzahl aus den 26 Spielen der Vorrunde übertragen wird, sodass die jeweilige zweite Runde je nach Tabellensituation teilweise nur geringfügige Änderungen hervorrufen kann.
Bei Punktgleichstand ist im Unterschied zu den meisten Ligen (wie auch etwa der deutschen Bundesliga) für die Platzierung zunächst der direkte Vergleich ausschlaggebend, erst dann die Tordifferenz.

### Tabelle
| Pl. | Verein                 | Sp. | S  | U | N  | Tore    | Diff. | Punkte |
| --- | ---------------------- | --- | -- | - | -- | ------- | ----- | ------ |
| 1.  | APOEL Nikosia          | 26  | 20 | 2 | 4  | 055:190 | +36   | 62     |
| 2.  | Omonia Nikosia (M)     | 26  | 14 | 8 | 4  | 038:160 | +22   | 50     |
| 3.  | Anorthosis Famagusta   | 26  | 13 | 6 | 7  | 046:310 | +15   | 45     |
| 4.  | AEK Larnaka (N)        | 26  | 12 | 6 | 8  | 036:300 | +6    | 42     |
| 5.  | Apollon Limassol (P)   | 26  | 11 | 5 | 10 | 040:370 | +3    | 38     |
| 6.  | Olympiakos Nikosia (N) | 26  | 9  | 9 | 8  | 041:410 | ±0    | 36     |
| 7.  | Enosis Neon Paralimni  | 26  | 10 | 6 | 10 | 026:250 | +1    | 36     |
| 8.  | AEL Limassol           | 26  | 8  | 9 | 9  | 028:350 | −7    | 33     |
| 9.  | Ethnikos Achnas        | 26  | 8  | 9 | 9  | 025:270 | −2    | 33     |
| 10. | Ermis Aradippou        | 26  | 7  | 9 | 10 | 031:380 | −7    | 30     |
| 11. | Alki Larnaka (N)       | 26  | 8  | 5 | 13 | 030:400 | −10   | 29     |
| 12. | AE Paphos              | 26  | 6  | 8 | 12 | 033:370 | −4    | 26     |
| 13. | Doxa Katokopia         | 26  | 5  | 5 | 16 | 025:550 | −30   | 20     |
| 14. | APOP Kinyras Peyias    | 26  | 4  | 7 | 15 | 024:470 | −23   | 19     |

| (M) | amtierender zyprischer Meister     |
| (P) | amtierender zyprischer Pokalsieger |
| (N) | Neuaufsteiger der letzten Saison   |

### Kreuztabelle
Die Kreuztabelle stellt die Ergebnisse aller Spiele der Vorrunde dar. Die Heimmannschaft ist in der mittleren Spalte, die Gastmannschaft in der oberen Zeile aufgelistet.
| 2010/11               | AEK Larnaka | AEL Limassol | PAP | Alki Larnaka |       | APOEL Nikosia | Apollon Limassol | APOP Kinyras Peyias | Doxa Katokopia | ENP | Ermis Aradippou | Ethnikos Achnas | Olympiakos Nikosia | Omonia Nikosia |
| --------------------- | ----------- | ------------ | --- | ------------ | ----- | ------------- | ---------------- | ------------------- | -------------- | --- | --------------- | --------------- | ------------------ | -------------- |
| AEK Larnaka           |             | 0:0          | 2:1 | 0:2          | 3:0   | 1:2           | 2:2              | 3:2                 | 2:0            | 0:2 | 2:1             | 1:1             | 1:1                | 1:2            |
| AEL Limassol          | 1:2         |              | 1:0 | 1:0          | 1:3   | 2:2           | 2:3              | 2:0                 | 3:0            | 0:0 | 1:2             | 2:1             | 3:2                | 0:0            |
| AE Paphos             | 2:0         | 2:2          |     | 1:2          | 1:2   | 1:1           | 1:0              | 0:0                 | 5:0            | 0:1 | 3:1             | 0:1             | 1:3                | 1:1            |
| Alki Larnaka          | 1:2         | 3:0          | 2:3 |              | 2:3   | 2:1           | 2:3              | 0:0                 | 1:1            | 0:3 | 0:1             | 2:2             | 0:0                | 0:4            |
| Anorthosis Famagusta  | 2:1         | 4:0          | 1:1 | 1:2          |       | 2:0           | 1:2              | 3:0                 | 4:1            | 3:1 | 4:0             | 1:1             | 2:1                | 0:0            |
| APOEL Nikosia         | 1:0         | 2:0          | 5:1 | 1:0          | 2:1   |               | 2:1              | 6:2                 | 3:1            | 2:1 | 1:0             | 0:1             | 4:1                | 3:0            |
| Apollon Limassol      | 1:2         | 3:0          | 1:0 | 1:2          | 1:2   | 0:5           |                  | 2:1                 | 4:0            | 1:0 | 1:1             | 1:1             | 2:1                | 2:0            |
| APOP Kinyras Peyias   | 0:0         | 3:4          | 0:1 | 1:2          | 3:1   | 0:5           | 2:1              |                     | 1:1            | 0:2 | 1:3             | 1:0             | 1:3                | 0:1            |
| Doxa Katokopia        | 1:4         | 0:0          | 2:1 | 3:0          | 2:2   | 0:1           | 1:1              | 4:3                 |                | 1:0 | 1:0             | 0:2             | 1:2                | 2:3            |
| Enosis Neon Paralimni | 0:2         | 1:1          | 2:1 | 0:2          | 0:0   | 1:0           | 2:1              | 1:0                 | 1:0            |     | 3:1             | 1:2             | 1:3                | 0:1            |
| Ermis Aradippou       | 1:1         | 0:0          | 2:2 | 3:1          | 3:0 1 | 0:2           | 2:2              | 1:1                 | 2:1            | 1:0 |                 | 1:1             | 2:2                | 0:0            |
| Ethnikos Achnas       | 0:1         | 0:0          | 2:1 | 2:1          | 0:2   | 0:1           | 0:2              | 0:0                 | 3:2            | 2:2 | 1:0             |                 | 0:1                | 0:0            |
| Olympiakos Nikosia    | 2:3         | 0:2          | 2:2 | 1:1          | 2:2   | 1:2           | 2:1              | 1:1                 | 1:0            | 1:1 | 3:2             | 3:2             |                    | 0:2            |
| Omonia Nikosia        | 2:0         | 2:0          | 1:1 | 2:0          | 1:0   | 0:1           | 3:1              | 0:1                 | 6:0            | 0:0 | 4:1             | 1:0             | 2:2                |                |

## Zweite Runde

### Meisterschaftsrunde
Die vier bestplatzierten Vereine der ersten Runde erreichen die Meisterschaftsrunde, in der es neben der Meisterschaft auch um die internationalen Plätze im Europapokal geht.
Den Meistertitel und die Teilnahme an der Champions League sicherte sich APOEL Nikosia, der Vorjahressieger Omonia Nikosia,Anorthosis Famagusta und der AEK Larnaka qualifizierten sich für die Europa League

#### Abschlusstabelle
| Pl. | Verein               | Sp. | S  | U | N  | Tore    | Diff. | Punkte |
| --- | -------------------- | --- | -- | - | -- | ------- | ----- | ------ |
| 1.  | APOEL Nikosia        | 30  | 24 | 2 | 4  | 063:220 | +41   | 74     |
| 2.  | Omonia Nikosia 2 (M) | 32  | 18 | 9 | 5  | 045:190 | +26   | 63     |
| 3.  | Anorthosis Famagusta | 32  | 16 | 7 | 9  | 051:340 | +17   | 55     |
| 4.  | AEK Larnaka (N)      | 32  | 12 | 6 | 14 | 037:420 | −5    | 42     |

| (M) | amtierender zyprischer Meister   |
| (N) | Neuaufsteiger der letzten Saison |

#### Kreuztabelle
| 2010/11              | APOEL Nikosia | Omonia Nikosia |     | AEK Larnaka |
| -------------------- | ------------- | -------------- | --- | ----------- |
| APOEL Nikosia        |               | 2:0            | 0:1 | 3:0         |
| Omonia Nikosia       | 1:0           |                | 1:0 | 3:0         |
| Anorthosis Famagusta | 1:2           | 0:0            |     | 2:0         |
| AEK Larnaka          | 0:1           | 1:2            | 0:1 |             |

### Platzierungsrunde
Die Vereine, welche die erste Runde auf den Plätzen fünf bis acht beendeten, trugen in der zweiten Runde noch Spiele aus, um die endgültige Platzierung zu ermitteln. Jedoch war sowohl die Qualifikation für einen internationalen Wettbewerb, als auch der Abstieg in die Second Division nicht mehr möglich.

#### Abschlusstabelle
| Pl. | Verein                 | Sp. | S  | U  | N  | Tore    | Diff. | Punkte |
| --- | ---------------------- | --- | -- | -- | -- | ------- | ----- | ------ |
| 5.  | Apollon Limassol (P)   | 32  | 14 | 7  | 11 | 055:440 | +11   | 49     |
| 6.  | Enosis Neon Paralimni  | 32  | 12 | 8  | 12 | 033:340 | −1    | 44     |
| 7.  | AEL Limassol           | 32  | 10 | 11 | 11 | 037:450 | −8    | 41     |
| 8.  | Olympiakos Nikosia (N) | 32  | 10 | 11 | 11 | 048:530 | −5    | 41     |

| (P) | amtierender zyprischer Pokalsieger |
| (N) | Neuaufsteiger der letzten Saison   |

#### Kreuztabelle
| 2010/11               | Apollon Limassol | ENP | AEL Limassol | Olympiakos Nikosia |
| --------------------- | ---------------- | --- | ------------ | ------------------ |
| Apollon Limassol      |                  | 3:0 | 3:1          | 5:1                |
| Enosis Neon Paralimni | 2:1              |     | 2:3          | 1:0                |
| AEL Limassol          | 1:1              | 1:1 |              | 2:1                |
| Olympiakos Nikosia    | 2:2              | 1:1 | 2:1          |                    |

### Abstiegsrunde
Nachdem in der ersten Runde bereits zwei Absteiger in die Second Division ermittelt wurden, spielten die vier teilnehmenden Vereine der Abstiegsrunde den dritten Absteiger untereinander aus.

#### Abschlusstabelle
| Pl. | Verein           | Sp. | S  | U  | N  | Tore    | Diff. | Punkte |
| --- | ---------------- | --- | -- | -- | -- | ------- | ----- | ------ |
| 9.  | Ethnikos Achnas  | 32  | 10 | 9  | 13 | 029:370 | −8    | 39     |
| 10. | Alki Larnaka (N) | 32  | 11 | 6  | 15 | 040:480 | −8    | 39     |
| 11. | Ermis Aradippou  | 32  | 9  | 11 | 12 | 038:450 | −7    | 38     |
| 12. | AE Paphos        | 32  | 8  | 8  | 16 | 044:440 | ±0    | 32     |

| (N) | Neuaufsteiger der letzten Saison |

#### Kreuztabelle
| 2010/11         | Ethnikos Achnas | Alki Larnaka | Ermis Aradippou | PAP |
| --------------- | --------------- | ------------ | --------------- | --- |
| Ethnikos Achnas |                 | 0:3          | 0:1             | 0:3 |
| Alki Larnaka    | 2:3             |              | 1:0             | 1:3 |
| Ermis Aradippou | 1:0             | 1:2          |                 | 3:3 |
| AE Paphos       | 0:1             | 1:1          | 1:1             |     |

## Torschützenliste
| Pl. | Name                  | Team                 | Tore |
| --- | --------------------- | -------------------- | ---- |
| 1.  | Miljan Mrdaković      | Apollon Limassol     | 21   |
| 2.  | Michalis Konstantinou | Omonia Nikosia       | 17   |
| 3.  | João Paulo            | Olympiakos Nikosia   | 16   |
| 4.  | Cafú                  | Anorthosis Famagusta | 13   |
| 4.  | Joeano                | Ermis Aradippou      | 13   |
| 6.  | Ivan Tričkovski       | APOEL Nikosia        | 11   |
| 6.  | Esteban Solari        | APOEL Nikosia        | 11   |
| 6.  | Emmanuel Kenmogne     | Olympiakos Nikosia   | 11   |
| 9.  | Gustavo Manduca       | APOEL Nikosia        | 10   |
| 9.  | Freddy                | AEL Limassol         | 10   |
| 9.  | Moustapha Bangura     | Apollon Limassol     | 10   |